# سیارک ۶۰۸۵
سیارک ۶۰۸۵ (به انگلیسی: 6085 Fraethi، نامگذاری:1987SN3) شش هزار و هشتاد و پنجمین سیارک کشف شده‌است که در ۲۵ سپتامبر ۱۹۸۷ کشف شد.
قدر مطلق سیارک برابر ۲۲.۴ است.